# Amelle Berrabah
Amelle Berrabah (Aldershot, 22 aprile 1984) è una cantante britannica.

## Biografia
Amelle è la penultima entrata del gruppo pop Sugababes, entrata a farne parte in sostituzione di Mutya Buena nel gennaio 2006, ed è di origini marocchine.
Debutta sulla scena musicale nel 2003 quando, insieme a sua sorella Samiya, fonda le Boo2, un gruppo di musica hip hop che, sebbene non abbia mai realizzato nemmeno un album, incise delle canzoni che ebbero un modesto successo in Germania.
Tra tutte Ooh La La, di cui realizzò una cover il gruppo tedesco Monrose, raggiungendo alte posizioni in patria.
Quando entrò nelle Sugababes dichiarò che non aveva mai pensato di poter arrivare così in alto nel mondo musicale, e che, tra l'altro, era una fan del gruppo.
Nell'entrata nella band, la cantante venne molto criticata a causa dei continui gossip che si creavano sul suo conto, tra tutti quando la cantante venne messa in carcere una notte a causa di una rissa avvenuta in un bar.

## Discografia

### Con le Boo2
- 2003 - Ooh La La
- 2003 - Naughty But Nice
- 2004 - Head Bash

### Con le Sugababes
Album in studio
- 2006 - Overloaded: The Singles Collection
- 2007 - Change
- 2008 - Catfights and Spotlights
- 2010 - Sweet 7
- 2012 - Greatest Hits

### Da solista
- 2009 -  Catch 22

## DVD
- 2006: Overloaded: the Singles Collection DVD